# Escarpement de Gabie
Gabie Rupes
Pour les articles homonymes, voir Gabie.
L' escarpement de Gabie (désignation internationale : Gabie Rupes) est un escarpement situé sur Vénus dans le quadrangle de Meskhent Tessera. Il a été nommé en référence à Gabija, déesse lituanienne du feu et du foyer.